# Томаш Каєтан Венгерський
Томаш Каєтан Венгерський (пол. Tomasz Kajetan Węgierski, 1756 — 11 квітня 1787) — поет, письменник, перекладач часів польського Просвітництва.

## Життєпис
Походив зі шляхетського роду Венгерських гербу Венява. Син Томаша Венгерського, помічника старости коритницького, та Анєлі Папроцької. Народився 1756 року в м. Слівно (Підляшшя). У 1764—1771 роках навчався в навчальному закладі ордену піарів «Collegium Nobilium» (м. Варшава). Після цього повернувся до рідного міста. Деякий час (1772—1774 роки) мешкав у Білостоку.
1774 року перебирається до Варшави, де отримує посаду в Департаменту юстиції при Постійній раді. Тоді ж починає друкувати свої статті у журналі «Приємні та корисні забави». 1777 року написав статтю проти одного з впливових чиновників після нападу на маєток батька. Через дії нападника втратив посаду й був засуджений до штрафу та кількаденного ув'язнення.
1779 року разом із своїм другом — ужендувським старостою, ротмістром Каєтаном Потоцьким (пом. бл.1803), сином Евстахія Потоцького, вирушив у мандрівку країнами Європи. Вони відвідали міста Фландрії, Німеччини, Італії. 1783 року перебирається до США, потім подорожував іспанськими колоніями у Центральній Америці, потім до о. Мартиніка. Наприкінці життя перебирається до Франції. Помер 1787 року в Марселі.

## Творчість
У його поетичних творах помітні філософські роздуми, проявляються матеріалістичні погляди, протест проти лицемірства та релігійних догм, яким він протиставляє невгамовний епікуреїзм і гуманістичну ідею розкріпачення особистості («Беляни», «Про стіні Ла Гранд-Шартрез»).
У своїх ліричних одах, сатирах і байках Томаш Каєтан наслідував принципам поетики класицизму. Цікавою є іроікомічна поема «Орган» (1777 рік), де поет висміював духівництво й сарматські звичаї. Тут відчувається вплив французів Буало та Вольтера.
У прозоровому трактаті «Думках про поезію» Венгерський виступив проти готових приписів та обмежувальних схем у створені віршованих творів.
Також був перекладачем поетичних листів Вольтера, «Перських листів» Ш. Монтеск'є, «Пігмаліона» Ж. Ж. Руссо, роману «Белізарія» Ж. Ф. Мармонтеля.